# Klara Milch
Klara Milch (Esmirna, Turquía, 24 de mayo de 1891-Pakistán, 13 de julio de 1970) fue una nadadora alemana de origen turco especializada en pruebas de estilo libre, donde consiguió ser medallista de bronce olímpica en 1912 en los 4 x 100 metros.

## Carrera deportiva
En los Juegos Olímpicos de Estocolmo 1912 ganó la medalla de bronce en los relevos de 4 x 100 metros estilo libre, con un tiempo de 6:17.0 segundos, tras Reino Unido (oro con 5:52.6 segundos) y Alemania (plata); sus compañeras de equipo fueron: Margarete Adler, Josephine Sticker y Berta Zahourek.